# كاربون (ألبرتا)
كاربون (بالإنجليزية: Carbon, Alberta)‏ هي قرية تقع في كندا في ألبرتا. يقدر عدد سكانها بـ 592 نسمة ومساحتها 2.00 كم2 .